# Carlota Castrejana
María Carlota Castrejana Fernández (Logroño, 25 aprile 1973) è un'ex cestista ed ex triplista spagnola.

## Palmarès
| Anno | Manifestazione          | Sede              | Evento         | Risultato | Prestazione | Note             |
| ---- | ----------------------- | ----------------- | -------------- | --------- | ----------- | ---------------- |
| 1995 | Mondiali indoor         | Barcellona        | Salto in alto  | 23ª       | 1,80 m      |                  |
| 1997 | Giochi del Mediterraneo | Bari              | Salto in alto  | 6ª        | 1,84 m      |                  |
| 1998 | Europei indoor          | Valencia          | Salto triplo   | 15ª       | 13,14 m     |                  |
| 1999 | Universiade             | Palma di Maiorca  | Salto triplo   | 11ª       | 13,37 m     |                  |
| 2000 | Europei indoor          | Gand              | Salto triplo   | 9ª        | 13,59 m     |                  |
| 2000 | Giochi olimpici         | Sydney            | Salto triplo   | 18ª       | 13,76 m     |                  |
| 2001 | Universiade             | Pechino           | Salto triplo   | 11ª       | 13,38 m     |                  |
| 2001 | Giochi del Mediterraneo | Tunisi            | Salto triplo   | Bronzo    | 13,72 m     |                  |
| 2002 | Europei indoor          | Madrid            | Salto in lungo | 10ª       | 6,23 m      |                  |
| 2002 | Europei indoor          | Madrid            | Salto triplo   | 8ª        | 13,74 m     |                  |
| 2002 | Europei                 | Monaco di Baviera | Salto triplo   | 11ª       | 13,82 m     |                  |
| 2003 | Mondiali indoor         | Birmingham        | Salto triplo   | 6ª        | 14,32 m     | Record nazionale |
| 2003 | Mondiali                | Parigi            | Salto triplo   | 22ª       | 13,83 m     |                  |
| 2004 | Mondiali indoor         | Budapest          | Salto triplo   | 17ª       | 14,11 m     |                  |
| 2004 | Giochi olimpici         | Atene             | Salto triplo   | 18ª       | 14,37 m     |                  |
| 2005 | Europei indoor          | Madrid            | Salto triplo   | Bronzo    | 14,45 m     | Record nazionale |
| 2005 | Giochi del Mediterraneo | Almería           | Salto triplo   | Argento   | 14,60 m     | Record nazionale |
| 2005 | Mondiali                | Helsinki          | Salto triplo   | 11ª       | 13,86 m     |                  |
| 2006 | Mondiali indoor         | Mosca             | Salto triplo   | 9ª        | 14,14 m     |                  |
| 2006 | Europei                 | Göteborg          | Salto triplo   | 11ª       | 13,74 m     |                  |
| 2007 | Europei indoor          | Birmingham        | Salto triplo   | Oro       | 14,64 m     | Record nazionale |
| 2007 | Mondiali                | Osaka             | Salto triplo   | 13ª (q)   | 14,16 m     |                  |
| 2008 | Giochi olimpici         | Pechino           | Salto triplo   | 16ª       | 14,02 m     |                  |